# پایگاه نیروی هوایی پورت هارکورت
 پایگاه نیروی هوایی پورت هارکورت (به انگلیسی: Port Harcourt NAF Base) یک فرودگاه نظامی با کد یاتا PHG است . این فرودگاه در کشور نیجریه قرار دارد .

## شرکت‌های هواپیمایی و مقصدهای پروازی
| شرکت‌های هواپیمایی | مقصدهای پروازی   |
| ----------------- | ---------------- |
| Aero Contractors  | مرتلا محمد، واری |